# 谷口 (つくばみらい市)
谷口（やぐち）は、茨城県つくばみらい市の地名。郵便番号は300-2357。

## 地理
つくばみらい市の中央部に位置する。小張地区に属し、地域内は緑の色濃い地域となっている。東端には八坂神社を中心とした集落、西端には隣接する奉社にある鹿島神社を中心とした集落の一部が地内にある。東は小張、西は古川、南は奉社、新戸、北は東楢戸・陽光台と接する。

## 歴史

### 沿革
- 1871年（明治4年） 廃藩置県により新治県筑波郡谷口村となる。
- 1875年（明治8年） 県の統合により茨城県筑波郡谷口村となる。
- 1889年（明治22年）4月1日 筑波郡小張村、市野深村、新戸村、奉社村、小島新田、善助新田と合併し、筑波郡小張村大字谷口となる。
- 1954年（昭和29年）7月1日 筑波郡谷井田村、三島村、豊村と合併し、筑波郡伊奈村大字谷口となる。
- 1985年（昭和60年） 伊奈村が町制施行。筑波郡伊奈町大字谷口となる。
- 2006年（平成18年）3月27日 筑波郡谷和原村と合併・市制施行し、つくばみらい市谷口となる。

## 世帯数と人口
2017年（平成29年）8月1日現在の世帯数と人口は以下の通りである。
| 大字 | 世帯数 | 人口 |
| ---- | ------ | ---- |
| 谷口 | 24世帯 | 74人 |

## 交通
首都圏新都市鉄道つくばエクスプレスが地域の西南から東北に通っているが、駅は存在しない。最寄駅はみらい平駅。

## 施設
- 谷口公民館
- 八坂神社
- 道祖神 - 西端の集落に存在。